# 卢西亚诺·卡斯特利
卢西亚诺·卡斯特利（1951年9月28日 - ），生于瑞士卢塞恩，是一位瑞士画家、图像设计师、摄影师、雕塑家和乐手。

## 生平与作品

### 卢塞恩：模特、行为艺术家、艺术明星
卢西亚诺·卡斯特利曾经就讀於卢塞恩工艺美术学院，在预备班里师从马克斯·冯·莫斯（Max von Moos）。在那之后他还接受过字体设计师的专业训练。他在二十世纪七十年代成为卢塞恩“波西米亚派”的关键人物。卡斯特利和他的室友作为一种特殊的艺术现象被载入史册，艺术家弗兰茨·盖驰（Franz Gertsch）在自己的巨幅超写实主义绘画作品中如同拍照般再现了他们的生活方式。除了《卢西亚诺·卡斯特利Ⅰ》 、《在卢西亚诺家》、《玛丽娜给卢西亚诺化妆》这几件作品之外，非常著名的还包括《美蒂奇》、肖像画《围绕在个性画家卢西亚诺·卡斯特利身边的那些长髮怪人》，这幅作品成为媒体报道哈拉德·司策曼（Harald Szeemann）策划的第五届文献展时的卷首画 。卡斯特利在1971年举办自己的第一次个展，年仅21岁就受邀作为艺术家参加第五届文献展。他展示以日常用品为主题的雕塑作品，例如还可以当作“烟斗”使用的鞋子以及手帕。卡斯特利一举成名。他在文献展上的成功多亏了让-克里斯托弗·阿曼，此人是当时司策曼的助理，卢塞恩艺术博物馆的馆长，正是他引荐卡斯特利结识盖驰并将卡斯特利带进文献展。1974年，阿曼举办极具先锋精神的展览《变形者——易装的角度》，其中就有卡斯特利的照片，在这些照片上他简直是雌雄莫辨，阿曼评论道：“对他而言，易装不是一种跨越两性的基本行为，而更多地是以表现主义的手法结合了一种以男性身份自我实现和以女性身份自我实现的态度，通过展现出带有明显标识的两极来表现。” 参加这次展览的还有超现实主义艺术家皮埃尔·莫里尼埃（Pierre Molinier），随后两人开始信件往来，他还为卡斯特利拍摄一些照片。一开始，卡斯特利这种易装的行为艺术表演是受到华丽摇滚美学的影响，很快他又开始尝试其他的角色塑造，不仅有青年保守主义者造型，还模仿电影明星，另外还有施虐及受虐的造型。

### 柏林：新狂野派和朋克乐手
1978年，卡斯特利搬到柏林，加入莫里茨广场画廊的圈子，他那种表现主义的快速绘画风格在这里也很受欢迎。这一批画家特立独行于知性主义和二十世纪七十年代的先锋派之外，在艺术史上被称为 “新狂野派”。卡斯特利与莱纳·费亭（Rainer Fetting）及其生活伴侣：艺术家莎乐美（Samomé）共同创作。他和莎乐美一起创建具有先锋气质的朋克乐队 “疯狂的动物”，他担任主唱和贝斯手。这个乐队与柏林的丛林俱乐部关系密切，引人注目的表演方式获得很高的知名度。1982年，卡斯特利与费亭和莎乐美在法国进行音乐会巡演。

### 巴黎：暗箱和旋转绘画
1989年，卡斯特利在巴黎定居，1991年与亚历山德拉结婚，亚历山德拉是他多幅绘画作品的模特。他用一个自制的暗箱做实验，研究出旋转绘画。这些画可以旋转，没有固定的上部边框。根据其悬挂的方式不同，观察者也会看到不同的脸、身体或者城市景象。彼得·K·维尔利（Peter K. Wehrli）这样评论道：“作品主题相互交叠和渗透，有时候是平面的，有时是上下颠倒的，似乎塑造出一些抽象的结构，但是往往仔细看过之后，如果恰好相关的出题呈现出来，观察者又会发现一些具象的东西。” 

### 回归
当前，艺术市场对卡斯特利作品的兴趣不断增长。他拍摄的自拍像由著名艺术出版社帕特里克·福莱出版社（Edition Patrick Frey）出品并参加了在巴黎的一个规模很大的概况性展览。 2015年，北京中国美术馆大规模展出他的绘画作品，之后又在上海当代艺术博物馆展出。卡斯特利专门为了中国的展览开发出特别的发动机，可以让他的旋转绘画慢慢地旋转360度。

### 博物馆收藏
法国当代艺术地区基金会、法国维勒班当代艺术博物馆。

### 相关消息
1985年，卢西亚诺·卡斯特利为音乐家斯蒂芬·艾歇画像，作为其专辑《告诉这个夜晚》封面。2011年，盖驰（Gertsch）创作的画像《卢西亚诺1》在索斯比拍卖行的一次拍卖中以230万瑞士法郎的价格出售。

## 展览

### 个展
- 1971年，托尼·盖博画廊，伯尔尼。
- 2014年，卢西亚诺·卡斯特利，自拍像，1973-1986年，巴黎欧洲摄影之家
- 2015年，中国美术馆，北京，中国
- 2015年，上海当代艺术博物馆，中国

### 联展
- 1970年，视觉化的思维过程，卢塞恩艺术馆，瑞士
- 1972年，第五届文献展，卡塞尔
- 1974年，变形者——易装的角度，卢塞恩艺术馆，瑞士
- 1980年，威尼斯双年展（开放展），威尼斯
- 1987年，柏林艺术1961-87，纽约现代艺术博物馆